# Corinna Breite
Corinna Karen Breite (* 1967 in Brandenburg an der Havel) ist eine deutsche Schauspielerin und Kommunalpolitikerin.

## Leben und Wirken
Corinna Breite studierte an der Hochschule für Schauspielkunst „Ernst Busch“ Berlin Schauspiel. Sie spielte in verschiedenen Theater- und Filmproduktionen mit. 2006 spielte sie in Die Fledermaus unter der Regie von Christoph Schroth an der Neuen Bühne Senftenberg. Es folgten Rollen in Der Arzt wider Willen am Theater der Altmark in Stendal (Regie: Esther Undisz) und Töchter Magdeburgs – Teil 2 (Regie: Norbert Pohlmann) und Jetzt wißt Ihr, warum die Hasenuhr... (Regie: Norbert Eisold) im Forum Gestaltung in Magdeburg. Am Theater an der Grenze in Helmstedt spielte sie unter Norbert Pohlmann im Stück Schwarzrotgold.
Corinna Breite ist seit 2006 mit dem Schauspieler Oliver Breite verheiratet, hat mit ihm zwei Söhne und lebt im Ortsteil Radewege der Gemeinde Beetzsee. Bei der Kommunalwahl 2014 wurde sie für die Wählervereinigung (Für) Recht und Ordnung in die Gemeindevertreterversammlung Beetzsees gewählt.

## Filmografie

### Fernsehproduktionen
- 1990: Polizeiruf 110, Folge: Falscher Jasmin
- 1993: Stille Wasser
- 1993: Endstation Harembar
- 1995: Alle Tage Sonntag
- 1997: Die Rechte der Kinder (Fernsehserie)
- 2007: Der Dicke, Folge: Getrennte Wege
- 2007: Notruf Hafenkante
- 2007: SOKO Wismar, Folge: Blindes Vertrauen
- 2008: Die Gerichtsmedizinerin, Folge: Namenlos
- 2008: Mord mit Aussicht, Folge: Marienfeuer
- 2008: Der Bibelcode
- 2008: Das Feuerschiff
- 2009: Die Wölfe
- 2010: Masserberg
- 2010: SOKO Leipzig, Folge: Flaschensammler
- 2011: Notruf Hafenkante, Folge: Eltern – nein, danke!
- 2011: SOKO Wismar, Folge: Restschuld
- 2011: Der Kriminalist, Episode: Lebenslänglich
- 2012: Unter den Linden
- 2012: Sonne in der Nacht
- 2013: Tod an der Ostsee
- 2014: Weissensee
- 2020: Tatort: Parasomnia

## Auszeichnungen
- Ensemblepreis „Pioniere von Ingolstadt“